# 张冲 (1900年)

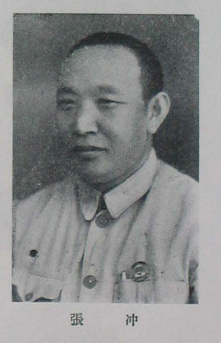

张冲（1900年2月26日—1980年10月30日），字绍禹，号云鹏，男，彝族，云南泸西人，民国时期滇军将领，有“抗日名将”和“黑虎将军”之称，中国共产黨、中华人民共和国政治人物，原副国级领导人。

## 生平
张于1918年落草为匪，后纵横于各种势力之间，实力逐渐增强。1926年，张受龙云招安，其部被整编为滇军第五师，张任师长。其后张率军驻防云南、广西边界，曾在果化战斗中击败红七军和红八军。1935年，当中国工农红军长征经过云南时，张冲力谏龙云进行消极抵抗以保存实力，被采纳。
抗日战争爆发后，张冲其部整编为國民革命軍第六十軍184师出滇作战，参与台儿庄战役，死守战略要地禹王山，立下大功。1938年，张升任国民革命军新三军军长，下辖184师和新12师，不久被免职闲居。
1942年，日军自缅甸入侵云南，张冲被任命为云南第二路军指挥官，驻防滇南。抗战胜利后，张冲再次被解除军职。1945年10月，龙云被蒋介石解除云南军权，此后秘密与中国共产党进行接触。
1946年，张冲乘参加制憲國民大會之机，托言称妻子在北平闹离婚，飞往北平。在北平军调处中共代表团的协助下，张冲秘密飞往延安。1947年2月，加入中国共产党。
辽沈战役时，张冲写信劝降其老部下曾泽生，为中共取得长春围困战的胜利立下大功。
中华人民共和国建国后，先后担任云南省人民政府副主席、西南军政委员会委员等职务。1954年后，当选第一至五届全国人大代表。1978年当选第五届全国政协副主席。
1980年10月，张冲病逝于北京。